# Lingua tagbanwa
La lingua tagbanwa, detta anche aborlan tagbanwa, o apurawnon , è una delle lingue della Repubblica delle Filippine.  Fa parte del gruppo linguistico austronesiano ed è parlata da 8.000 - 10.000 persone di etnia Tagbanua, nell'area dell'isola di Palawan centrale e settentrionale.

## Lingue derivate
Esistono altre due varianti della lingua tagbanwa:
- Central Tagbanwa (codice SIL: tgt), parlato da circa 2.000 persone nel nord di Palawan;
- Calamian Tagbanwa (codice SIL: tbk), parlato da circa 10.000 persone nelle Isole Calamian.

Entrambe le lingue sono abbastanza diverse dal Tagbanwa.

## Sistema di scrittura
Il sistema di scrittura Tagbanwa è stato utilizzato nelle Filippine fin al XVII secolo.
Si ritiene che questo sistema derivi dal sistema di scrittura Kawi utilizzato a Giava, Bali e Sumatra, che a sua volta, discende dal sistema di scrittura Pallava (detto anche Grantha), uno dei sistemi di scrittura dell'India meridionale derivato dal sistema Brahmi.
Il Tagbanwa utilizza un Alfasillabario, in cui ogni consonante ha una vocale insita a. Altre vocali (i, u) sono indicate mediante lettere separate o con segni diacritici. Quando le vocali compaiono all'inizio di una parola o sono da sole, sono rappresentare con lettere separate.

Alfabeto Tagbanwa

Il Tagbanwa è tradizionalmente scritto su canne di bambù in colonne verticali dal basso verso l'alto e da sinistra a destra. Tuttavia viene letto da sinistra a destra per linee orizzontali.
Il codice ISO 15924 per il sistema di scrittura Tagbanwa è Tagb.
Esiste anche uno standard Unicode per l'utilizzo tramite computer del sistema di scrittura Tagbanwa, questo utilizza il range di valori che va da 1760 a 177F.